# Bestansur
Bestansur és un tel neolític, o túmul d'assentament arqueològic, situat a la Governació de Sulaymaniyya, a la regió del Kurdistan, a l'Iraq, als contraforts occidentals dels Zagros. El jaciment es troba a la vora de la plana de Xahrizur, a 30 km al sud-est de Sulaimaniya.
Forma part de la Llista Provisional del Patrimoni Mundial de la UNESCO.

## El jaciment i el seu entorn
Bestansur és un tel situat a la riba esquerra del riu Tanjaro i a prop de diverses altres fonts i rierols perennes i estacionals a la plana de Xahrizor. Aquesta és una zona que ha estat densament ocupada al llarg del temps, com ho demostren els nombrosos jaciments que han estat registrats per prospeccions arqueològiques, incloent-hi, per exemple, el gran jaciment de Yasintepe. Bestansur mesura uns 80-90 m de diàmetre i 6 m d'alçada.

## Història de la recerca
El jaciment va ser examinat per primera vegada per Ephraim Speiser el 1927, qui va observar que la ceràmica datava d'abans de l'època periana. El jaciment va ser inspeccionat per la Direcció d'Antiguitats Iraquiana i pel Projecte d'Estudi Xahrizor (on Bestansur va rebre el número de jaciment SSP 6). S'han dut a terme excavacions a Bestansur des del 2012 per la Universitat de Reading i la Universitat de la Colúmbia Britànica, codirigides per Roger Mathews, Wendy Matthews i Kamal Raheem. L'estudi superficial ha registrat proves d'una dispersió d'artefactes neolítics, incloent-hi sílex i obsidiana. Es van excavar rases de prova per establir l'abast de l'ocupació del Neolític inferior, que es creu que cobreix una àrea de 100 x 50 m. Un estudi de gradiometria ha registrat proves d'activitat neoassíria.
Bestansur forma part de la Llista Provisional del Patrimoni Mundial de la UNESCO.

## Història de l'ocupació

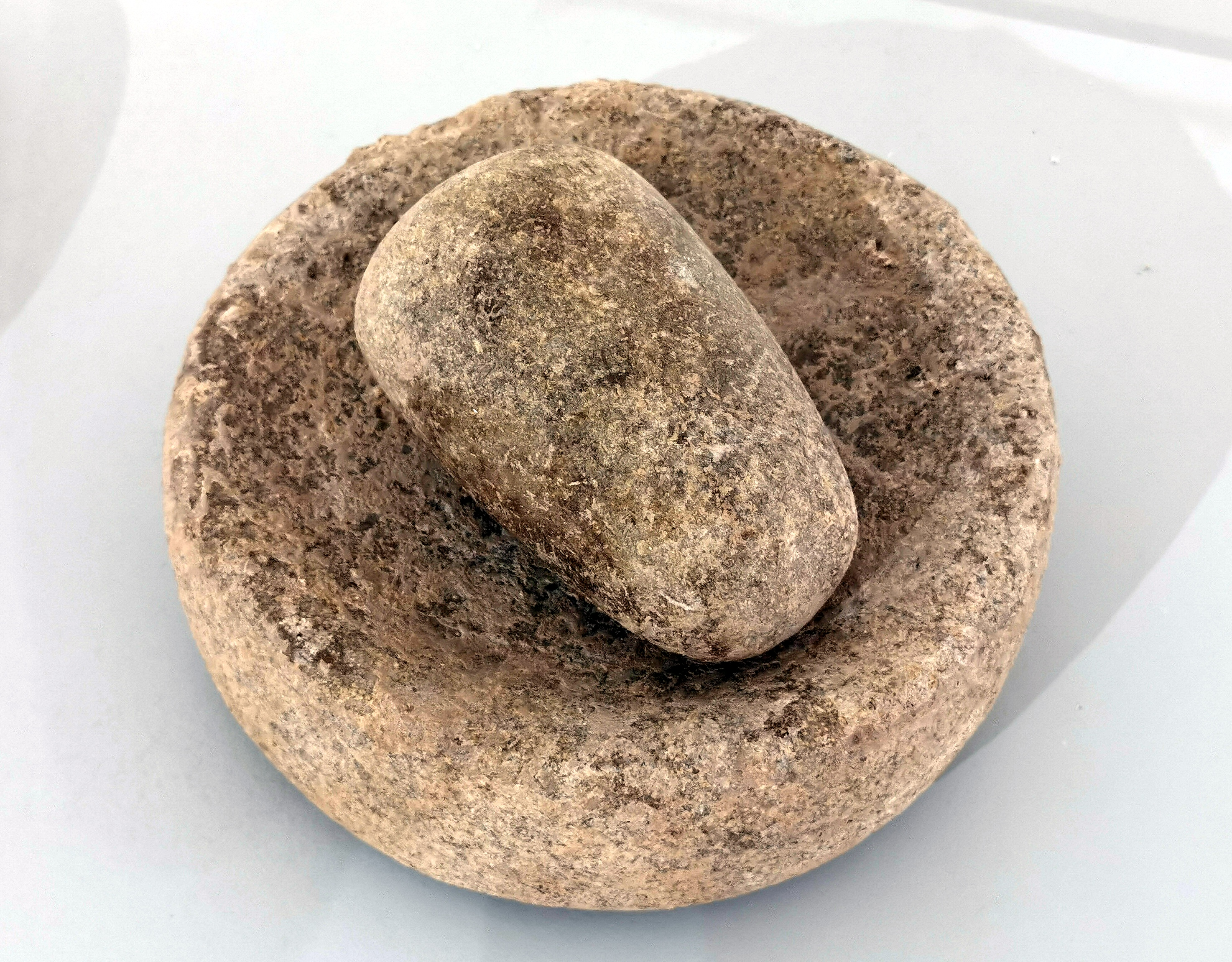
Morter i maça de morter, trobats dins d'un forn, prop de Bestansur

L'ocupació a Bestansur data del període Neolític inferior, 7600-7100 aC, i dels períodes neoassiri, sassànida i otomà.
L'ocupació al jaciment consisteix en edificis rectangulars de maó de fang. S'ha registrat l'ús de guix. Un estudi microespectroscòpic infraroig de guixos i pigments descoberts a l'edifici 8 va trobar evidències de pigments vermells i negres. Un edifici amb grans portics, l'edifici 5, contenia un gran forn. Les evidències d'activitats que tenien lloc a les zones externes que envolten els edificis inclouen llars de foc, carnisseria i residus de treball de la pedra. S'han descobert nombrosos enterraments sota els pisos del jaciment, inclosos 72 individus sota el terra d'una sola habitació a l'edifici 5.
L'estudi arqueològic de la superfície del jaciment també va registrar fragments de ceràmica que daten del setè o principis del sisè mil·lenni aC, basats en paral·lels ben estratificats trobats en jaciments com Tell Sabi Abyad, Tell Hassuna i Jarmo. Més concretament, els vincles amb Sabi Abyad van permetre una datació entre el 6500 i el 6200 aC. Un fragment interessant tenia l'empremta d'una xarxa tèxtil, cosa que la converteix en una de les primeres proves d'empremtes tèxtils a l'Alta Mesopotàmia. No es va poder establir l'ús exacte de la xarxa, però s'ha proposat una funció principal com a xarxa de pesca basada en la mida de les malles de la xarxa i la ubicació de Bestansur en un entorn pantanós amb molts recursos hídrics. Els peixos també es representen en atuells de ceràmica pintats de Samarra i Halaf, cosa que indica que el peix devia ser un recurs important durant aquest període.